# Artwork
Artwork sau cover art  reprezintă ilustrația sau fotografia de pe exteriorul unui produs publicat, cum ar fi o carte, revistă, carte de benzi desenate, jocuri video, DVD-uri, CD-uri, casete video, sau albume de studio. Arta are în primul rând o funcție  comercială, și anume de a promova produsul pe care este afișat, dar poate avea, de asemenea, și o funcție estetică, și poate fi conectată artistic cu produsul, cum ar fi cu arta creatorului produsului.

## Galerie

Copertă pentru albumul trupei The Beatles' "White Album"
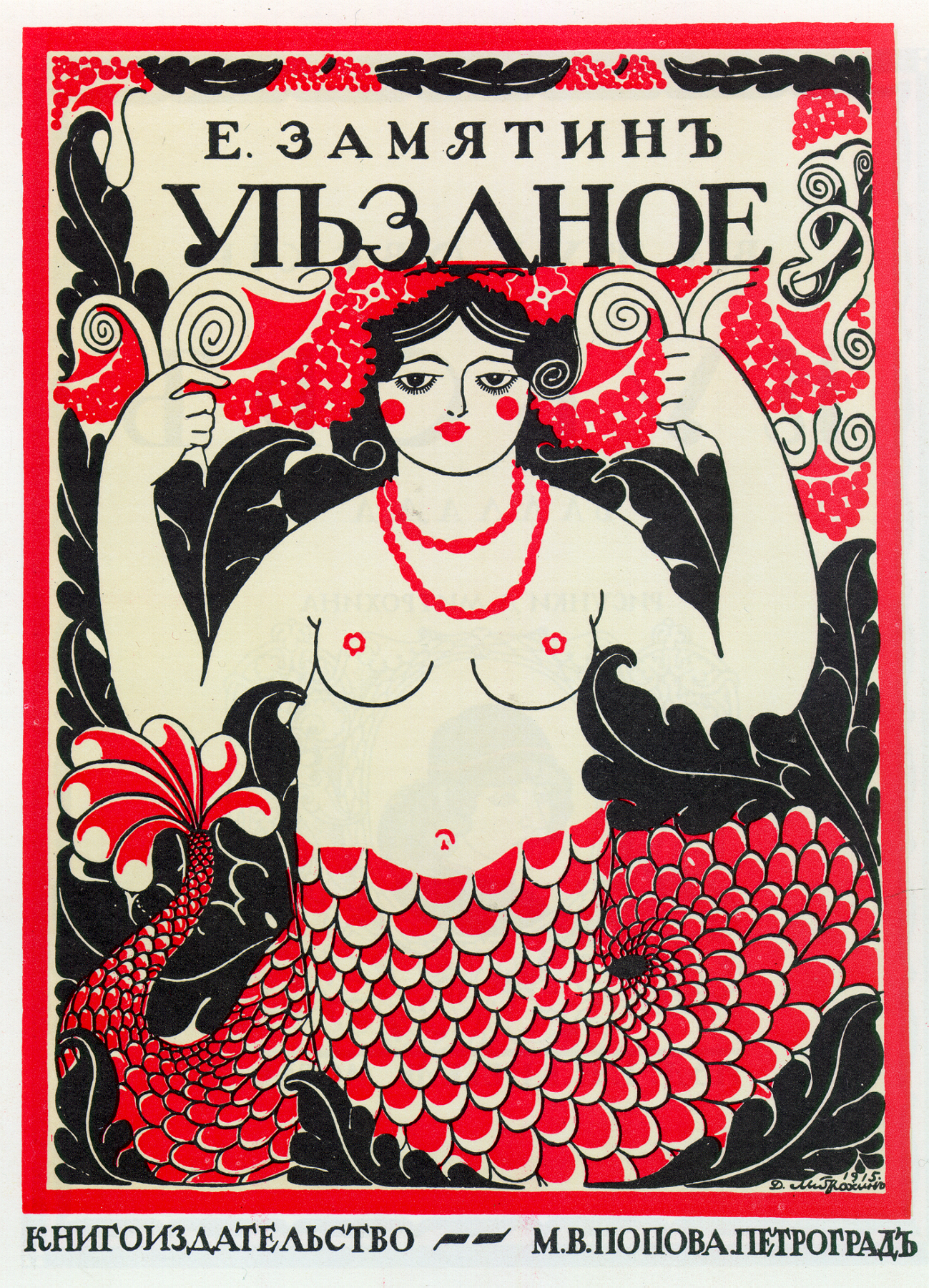
Copertă pentru cartea Uezdnoe, de Evgheni Zamiatin, 1916
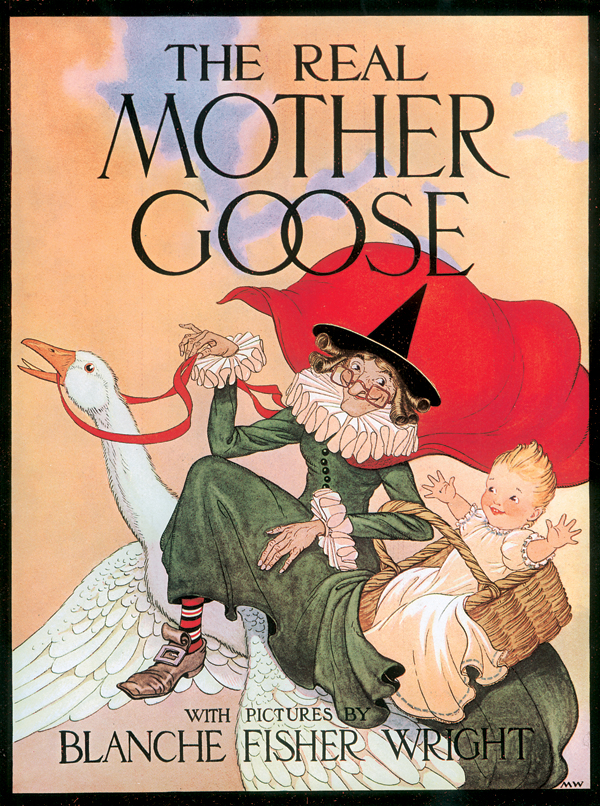
Copertă pentru cartea The Real Mother Goose, 1916, Blanche Fisher Wright
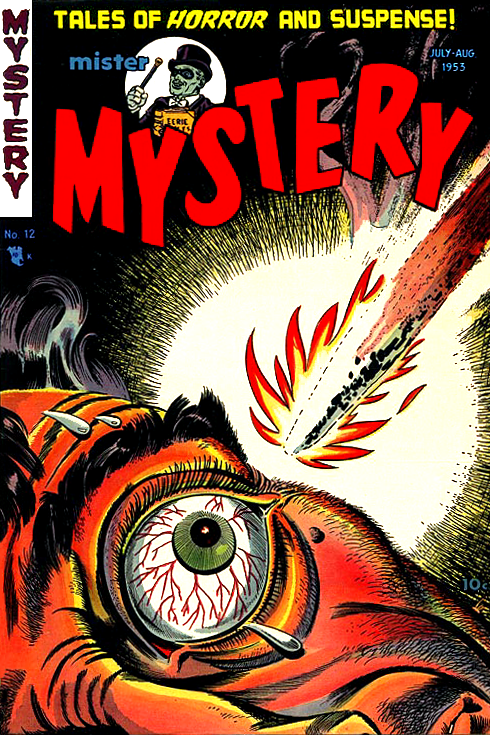
Coperta pentru cartea de benzi desenate, Mister Mystery #1
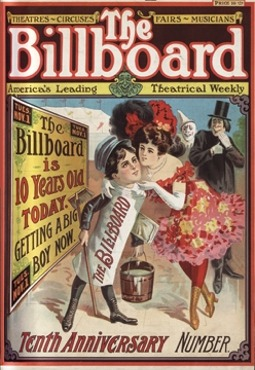
Coperta pentru cea de-a zecea ediție aniversară a revistei Billboard Magazine', 1904